# Имеон
Имеон (также Имаон, Имейские горы) — древнее название горной системы в Центральной Азии, включающей нынешние Гиндукуш, Памир и Тянь-Шань. Описание этой горной территории дано в армянском географическом атласе мира «Ашхарацуйце», составленном в VII в. Ананием Ширакаци.
Согласно «Ашхарацуйцу», земли находящиеся в верховьях реки Оксус между Гиндукушем и Памиром населяли древные булгары («булхи» по армянски; Ширакаци называет «булхами» также и булгар, населяющих в его время Северный Кавказ). Кроме Ширакаци, другие хронисты поздней Античности и Средневековья, такие как Агафий Миринейский, Феофилакт Симокатта и Михаил Сириец, также указывают на горы Имеон как на родину древних булгар. У подножья гор к северу от булгар обитали саки, массагеты, эфталиты и др.
Александрийский географ II века Птолемей помещает Имай к северу от Индии. Вероятно эти же горы имеет в виду историк V века Орозий, сообщая о горах Имав (или Имавская гора) где-то в Центральной Азии недалеко от Китая.
Хребет Имеон на острове Смит (Бородино) в Южных Шетландских островах назван в честь Имеонских гор.